# جایگزینی صفت

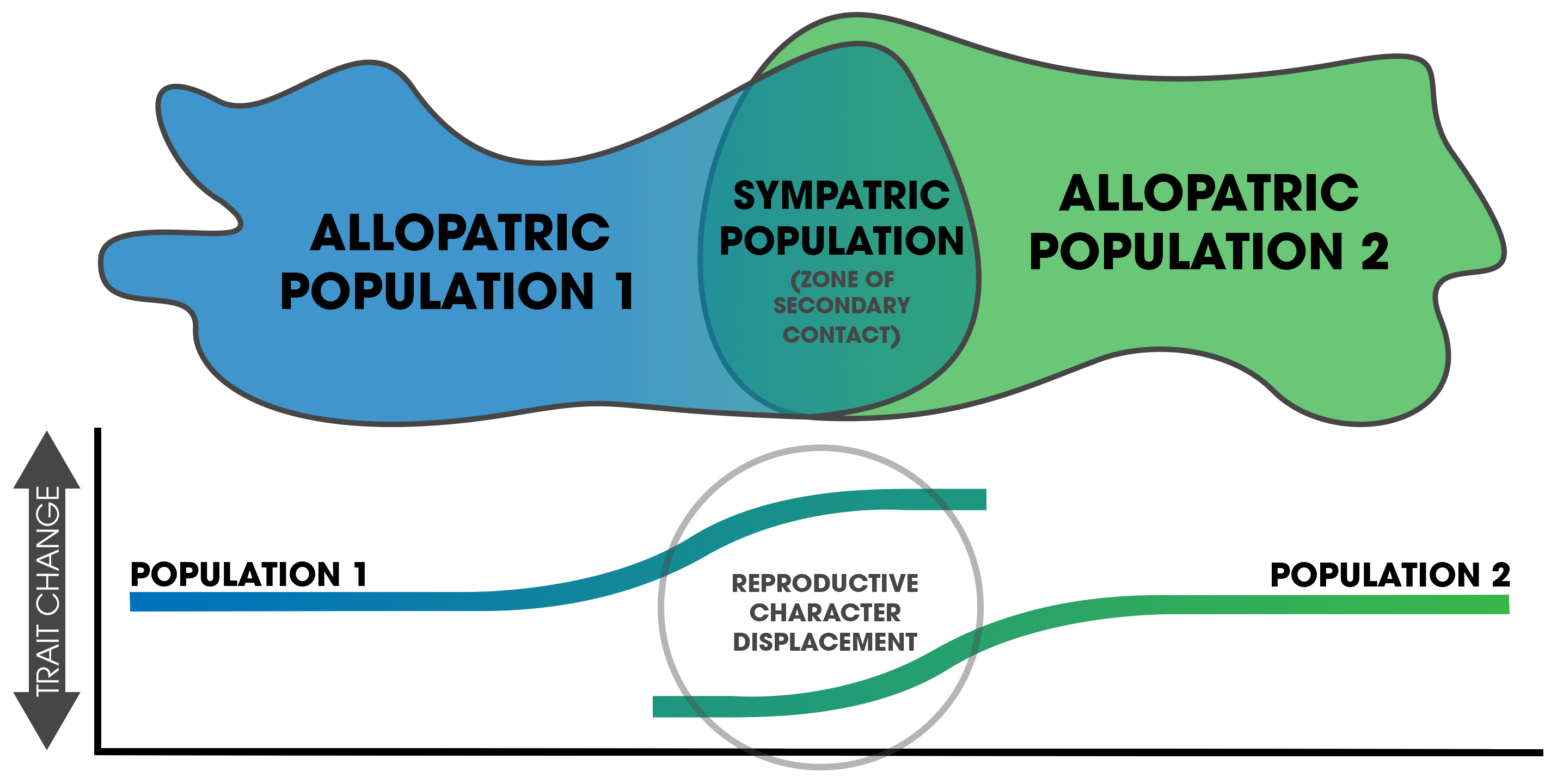
نحوه جایگزینی صفت

پدیدهٔ جایگزینی صفت وقتی رخ می‌دهد که گونه‌های مشابه دارای یک منطقه همپوشانی در توزیع خود هستند که در آن منطقه تفاوت‌هایی در صفات آن‌ها ظاهر می‌شود اما در مناطقی که همپوشانی وجود ندارد، این تفاوت‌ها حداقل می‌شوند یا حذف می‌گردند. این الگو ناشی از تغییرات تکاملی است که توسط رقابت زیستی، در گونه‌هایی که منابع محدود (به عنوان مثال غذا) دارند، ایجاد می‌شود. اساس جایگزینی صفت ریشه در اصل طرد رقابتی یا قانون گاوس دارد که بیان می‌کند، دو گونه‌ای که در یک محیط پایدار رقابت می‌کنند باید در کنام خود تفاوت داشته باشند؛ بدون این تفاوت، یکی از این گونه‌ها از طریق رقابت حذف یا رانده می‌شود.
ویلسون و براون جایگزینی صفت را اینگونه توصیف می‌کنند «دو گونه‌ای که خویشاوندی نزدیک دارند، دارای دامنهٔ همپوشان هستند. در بعضی از دامنه که گونه‌ها به تنهایی حضور دارند، جمعیت‌های آن گونه مشابه گونهٔ دیگر هستند و حتی شاید نتوان به راحتی آن‌ها را از هم تمییز داد. در منطقهٔ همپوشانی که هر دو گونه با هم حضور دارند، جمعیت‌ها فاصلهٔ بیشتری دارند و به راحتی قابل تمییزند یا به عبارتی دیگر در یک یا چند صفت جایگزین همدیگر می‌شوند. این صفات می‌تواند ریخت‌شناختی، اکولوژیکی، رفتاری یا فیزیولوژیکی باشد، اما فرض بر این است که بنیان ژنتیکی دارند.»
پدیدهٔ جایگزینی صفت می‌تواند به راحتی با دورگهزایی بین گونه‌ای اشتباه گرفته شود. احتمالاً بسیاری از مواردی که به عنوان دورگه‌زایی تصور می‌شود مثال‌هایی از جایگزینی صفت هستند.
شش معیار برای تشخیص جایگزینی صفت به عنوان مکانیزم تفاوت در گونه‌های همجا معرفی شده‌است. (۱) تفاوت در بین دو گروه جانوری باید بیشتر از مقداری باشد که به صورت شانسی به وجود آمده باشد (۲) تفاوت در حالات صفت باید مربوط به منابع مورد استفاده باشد (۳) منابع باید محدود باشند و رقابت بین گونه‌ای برای این منابع باید تابعی از شباهت صفت باشد (۴) توزیع منابع باید در همجایی و ناهمجایی یکسان باشد که تفاوت در حالات صفات ناشی از تفاوت در، در دسترس بودن منابع نباشد (۵) تفاوت باید در محل همپوشانی تکامل یافته باشد (۶) تفاوت‌ها باید منشأ ژنتیکی داشته باشند. آزمایش کردن این معیارها نیاز به یک رویکرد ترکیبی از مطالعات اکولوژی جوامع، مورفولوژی عملکردی، انطباق، ژنتیک کمی و سیستماتیک فیلوژنتیک دارد. هرچند که تأمین کردن هر شش معیار در یک مطالعه واحد اغلب کاری غیرعملی است اما این معیارها زمینهٔ لازم برای مطالعات جایگزینی صفات را فراهم می‌کنند.

## مثال‌های جایگزینی صفت

### پرندگان
دو گونه از کمرکولی‌ها Sitta neumayer (کمرکولی کوچک) و S. tephoronota Sharpe (کمرکولی ایرانی) مثالی از جایگزینی صفت هستند. کمرکولی کوچک از بالکان به سمت شرق تا میانهٔ غربی ایران حضور دارد و کمرکولی ایرانی از تیان شان در ترکستان به سمت غرب تا ارمنستان حضور دارد. بنابرین این دو گونه در چندین بخش از ایران همپوشانی دارند. خارج از منطقه همپوشانی این دو گونه بسیار شبیه به هم هستند، و به سختی قابل تمییزند. اما در منطقه‌ای که در ایران همپوشانی دارند، منقار کمرکولی کوچک از نظر طول و اندازه کوچک شده‌است و عرض و اندازه و تمایز راه‌راه‌های صورت بسیار کاهش یافته. از طرفی دیگر همین صفات در کمرکولی ایرانی افزایش داشته‌است، برای همین در این منطقه با یک نگاه می‌توان این دو گونه را از هم تشخیص داد.

### خزندگان
مارمولک جنس Anolis در جزایر کارائیب، موضوع مطالعات متعددی در رابطه با رقابت و جایگزینی صفت در ساختار جامعه بوده‌است. جزایر آنتیل کوچک فقط می‌تواند گونه‌های آنولی را حمایت کند که اندازه‌های متفاوت دارند و تأثیر جایگزینی صفت در برابر اندازه در موفقیت گونه‌های مهاجم مورد بررسی قرار گرفته‌است.

### دوزیستان
دو سمندر جنگلی آپالاشیا Plethodon hoffmani و P. cinereus در مناطق ناهمجا هیچ تفاوتی در ریخت‌شناختی، تغذیه یا در استفاده از منابع ندارند، اما وقتی در مناطق همجا، تفاوت‌های ریختی‌ای از خود نشان می‌دهند که مربوط به انتخاب اندازهٔ شکار است. در منطقهٔ همپوشانی P. hoffmani دارای فکی است که سریع بسته می‌شود که لازمهٔ گرفتن شکار بزرگ است و P. cinereus فک کندتر ولی قوی‌تر دارد که برای گرفتن شکار کوچک مناسب است. مطالعات دیگر نیز نشان می‌دهد که سمندرهای جنگلی دیگری هستند که جایگزینی صفت در آن‌ها ناشی از تداخلات پرخاشگرانه رفتاری بین آن گونه‌ها است نه تشابه در منابع مورد استفاده.

### نرم‌تنان
در جزیرهٔ اوکیناوا گونه‌ای از حلزون به اسم Satusma largillerti در شرق جزیره زندگی می‌کند و گونهٔ S. eucomsia در غرب جزیره. این دو گونه در میانهٔ جزیره دارای همپوشانی هستند و در این همپوشانی طول آلت تناسلی جنس نر در دو گونه تفاوت قابل توجه دارد. تفاوت در طول آلت جنسی نشان دهندهٔ جایگزینی صفت تولید مثلی است.

### ماهی‌ها
ماهیان جنس آبنوس سه‌خاره (Gasterosteus spp.) در دریاچه‌های پسایخبندانی غرب کانادا نقش مهمی در مطالعات اخیر جایگزینی صفت داشته‌اند. هم مشاهدات طبیعی و هم دستکاری‌های مصنوعی آزمایشی نشان می‌دهد که وقتی دو گونهٔ تازه تکامل یافته از این جنس را در یک دریاچه قرار می‌دهیم دو ریخت‌شناسی متفاوت انتخاب می‌شود: یک فرم سطح‌زی که در بالای ستون آب تغذیه می‌کند و یک فرم کف‌زی که در کف دریاچه تغذیه می‌کند. این دو گونه در اندازه، شکل، طول و تعداد جاروی آبششی تفاوت دارند که همهٔ این‌ها به تغذیه متفاوت برمی‌گردد. برای دو رگه‌های دو گونه، انتخاب منفی وجود دارد. زمانی که فقط یک گونه در دریاچه حضور دارد، گونه دارای ریخت‌شناسی حد واسط می‌شود. مطالعات بر روی ماهی‌های گونه‌های دیگر نیز الگوی مشابهی را از انتخاب برای ریخت‌شانسی‌های سطح‌زی و کف‌زی نشان می‌دهد که می‌تواند منجر به گونه‌زایی همجا شود.

### پستانداران
گونه‌های معرفی شده نیز «آزمایش‌هایی طبیعی» را برای بررسی سرعت جایگزینی صفت و تاثیرش در تغییرات تکاملی ارائه داده‌اند. زمانی که مینک آمریکایی به شمال شرقی بلاروس معرفی شد، اندازهٔ مینک اروپایی بومی افزایش یافت و اندازهٔ مینک معرفی شده کاهش یافت. این جایگزینی در طول مطالعه‌ای ده ساله رخ داد که نشان می‌دهد رقابت می‌تواند رانه‌ای برای تغییر تکاملی سریع باشد.